# 跑車浪漫旅 競速
《跑車浪漫旅 競速》是由Polyphony Digital开发，索尼互动娱乐发行的竞速游戏，于2017年在PlayStation 4平台推出。本作是跑車浪漫旅系列的第十二款游戏。
《跑車浪漫旅 競速》主打线上竞技，并获得了国际汽车联合会（FIA）的官方支持，同时也是FIA Gran Turismo Championships的指定平台。游戏发售时收录了168辆赛车和29条赛道，通过后续的免费更新，车辆增加至338辆，赛道配置也扩展到82种（截至2021年7月）。此外，游戏还通过免费更新追加了传统的单人剧情模式。本作的销量达到了1297.7万份，是系列中销量第二高的游戏。
本作的在线服务已于2024年1月31日永久终止，所有DLC也已于2023年12月1日从PlayStation Store移除。《跑車浪漫旅 競速》的后续作品是于2022年3月4日发售的《GT赛车7》。